# 马罗帕蒂
马罗帕蒂（義大利語：Maropati），是意大利雷焦卡拉布里亚省的一个市镇。总面积10平方公里，人口1614人，人口密度161.4人/平方公里（2009年）。ISTAT代码为080046。